# Orquestra Simfònica Simón Bolívar
L'Orquestra Simfònica Simón Bolivar, també coneguda pel seu acrònim OSSBV, és una orquestra de Veneçuela. L'orquestra és el producte més acabat de l'anomenat Sistema d'Orquestres Juvenils de Veneçuela, creat per José Antonio Abreu.
La simfònica és constituïda per músics de diverses regions del país llatinoamericà, i és habitual que els components rebin beques de l'estat per estudiar a prestigioses escoles i conservatoris d'arreu del món. L'orquesta, que ha rebut el suport de tots i cadascun dels governs veneçolans.

## Història
L'orquestra va ser creada el 5 de juliol de 1975 pel mestre José Antonio Abreu. El primer director va ser el mateix Abreu, qui durant més de dues dècades es va alternar en la direcció amb directors convidats. Posteriorment és el mestre Alfredo Rugeles qui pren les regnes de l'orquestra i qui també s'alterna amb diversos director de prestigi veneçolans i internacionals.
El variat repertori de la OSSBV inclou importants obres veneçolanes i llatinoamericanes que han incrementat la seva popularitat i reconeixement gràcies a les interpretacions i gravacions de l'orquestra, gravacions que s'ha portat a terme a partir de l'any 1980. A la dècada dels 90, es va gravar amb la Dorian Recordings sota la direcció de la batuta dels reconeguts directors Eduardo Mata, Keri-Lynn Wilson, Enrique Diemecke i Maximiano Valdés. El 2006, la OSSBV i la Deutsche Grammophon van iniciar un projecte que ha produït, fins al present, set àlbums amb la participació dels directors Claudio Abbado i Gustavo Dudamel.
Al llarg de la seva història l'orquestra ha acompanyat a grans solistes i importants agrupacions. Ha estat present en múltiples programacions, gales, events especials i festivals musicals nacionals i internacionals, i ha realitzat gires a Veneçuela, Europa, Àsia, Nord i Sud-amèrica.
La simfònica té com a seu la Sala Simón Bolívar del Centre d'Acció Social per la´Música, on s'ofereix el seu programa setmanal de concerts i es desenvolupa el programa acadèmic orquestral. El director de la Simón Bolívar és Gustavo Dudamel.

## Instal·lacions
Avui dia l'orquestra funciona a la seva seu permanent: el Centre Llatinoamericà d'Acció Social per la música, estructura dissenyada tenint en compte els requisits especials d'acústica per l'arquitecte veneçolà Tomás Lugo. Aquest centre es troba localitzat a la ciutat de Caracas, específicament al Parc Los Caobos.
S'inclouen diversos espais d'instrucció musical, sales d'assaig instrumental i de pràctiques de coral, biblioteca, sales de concerts (incloent-hi la gran sala Simón Bolívar amb capacitat per a 880 espectadors i que posseeix un gran òrgan tubular donat per la Fundació Polar, teatre, sales de música de cambra i una petxina acústica a l'aire lliure, a la zona sur de l'edifici i que formarà part del Parc Los Caobos, així com tallers de fabricació d'instruments musicals, un espai per a l'administració. A més a més, consta d'equips especials com el sistema mecànic teatral, il·luminació professional, sistemes de so i vídeo i servidors i xarxes amb connexió nacional i internacional.